# Literacy test
Ein Literacy test (sinngemäße Übersetzung aus dem Englischen: Lese- und Schreibetest) ist im Zusammenhang mit der politischen Geschichte der USA eine Möglichkeit, die dazu dienen sollte, Afroamerikaner von Wahlen auszuschließen und sie so in ihrem Wahlrecht zu diskriminieren. Diese Praxis wurde vor allem in den Südstaaten angewendet, in denen die Ideen der White Supremacy weit verbreitet waren. Außerdem wurden Literacy tests ab 1917 zur Steuerung der Einwanderung in die Vereinigten Staaten angewandt.
Nur schwarze Wähler – zu Beginn der Praxis der Literacy tests meistens ehemalige Sklaven, die nicht lesen und schreiben konnten – mussten vor den Wahlen in Gegenwart eines Beamten ihre Fähigkeit, zu lesen unter Beweis stellen. Meist wurde ihnen von einem weißen Registrierbeamten eine komplizierte Passage einer Landesverfassung vorgelegt, die sie vorlesen und erklären sollten. Des Weiteren mussten die Afroamerikaner einen ganzen Katalog von Fragen „zur vollsten Zufriedenheit des Registrierbeamten“ beantworten. Die weißen Registrierbeamten waren dazu gehalten, die Schwarzen unter allen Umständen von der Wahl auszuschließen und da der Begriff „zur vollsten Zufriedenheit des Registrierbeamten“ dehnbar war, fanden sie immer irgendeinen Grund, zu behaupten, der Wähler habe unzureichende Antworten gegeben. In vielen Fällen wurde für die Ablehnung nicht einmal ein Grund angegeben.
Die ersten Gesetze zu den Literacy tests wurden 1890 eingeführt. Weiße waren von diesen Tests ausgenommen, was man juristisch mit den Großvaterrechten begründete.
Die Großvaterrechte wurden durch den United States Supreme Court in der Entscheidung Guinn v. United States (1915) für verfassungswidrig erklärt. Ungeachtet dessen wurde mit dieser Praxis fortgefahren.
Beispiele für die Fragen, die Schwarzen in Alabama gestellt wurden waren: Die Namen aller siebenundsechzig County-Richter im Staat, die Benennung des Tags, an dem Oklahoma in die Union aufgenommen wurde, und die Frage, wie viele Blasen in einem Stück Seife seien.
Der 14. Zusatzartikel drohte Staaten, die erwachsene Männer von der Wahl (ob durch Literacy Tests oder durch andere Mittel) ausschlossen, die anteilige Reduzierung ihrer Vertretung im Kongress an, aber diese Bestimmung wurde nie durchgesetzt. Im Jahr 1959 stellte der Oberste Gerichtshof der USA fest, dass die Literacy Tests nicht notwendigerweise Verstöße gegen die Equal Protection Clause des 14. und 15. Zusatzartikels darstellten (Lassiter v. Northampton Wahlausschuss (1959)). In den 1960er Jahren schafften die Südstaaten die Literacy Tests nur unter Druck ab. Der Civil Rights Act of 1964 schaffte die Literacy Tests de facto ab. Sie wurden nur noch auf Personen angewendet, die der englischen Sprache nicht mächtig waren.
Weitere Möglichkeiten der Diskriminierung waren Kopfsteuern oder andere durch die Verwaltung vorgenommenen Einschüchterungsmaßnahmen.